# ضفد (الشعر)

تعديل مصدري - تعديل

ضفد محلة تابعة لقرية بيت الوائلي، التابعة لعزلة المفتاح بمديرية الشعر إحدى مديريات محافظة إب في الجمهورية اليمنية، بلغ تعداد سكانها 90 حسب تعداد اليمن لعام 2004.